# Ptiliogonys cinereus
Il pigliamosche sericeo grigio o pigliamosche sericeo cenerino, anche noto come ptilogonio cenerino (Ptiliogonys cinereus Swainson, 1827) è un uccello passeriforme della famiglia Ptiliogonatidae.

## Etimologia
Il nome scientifico della specie, cinereus, deriva dal latino ("color cenere") e rappresenta un chiaro riferimento alla livrea di questi uccelli: il loro nome comune altro non è che la traduzione di quello scientifico.

## Descrizione

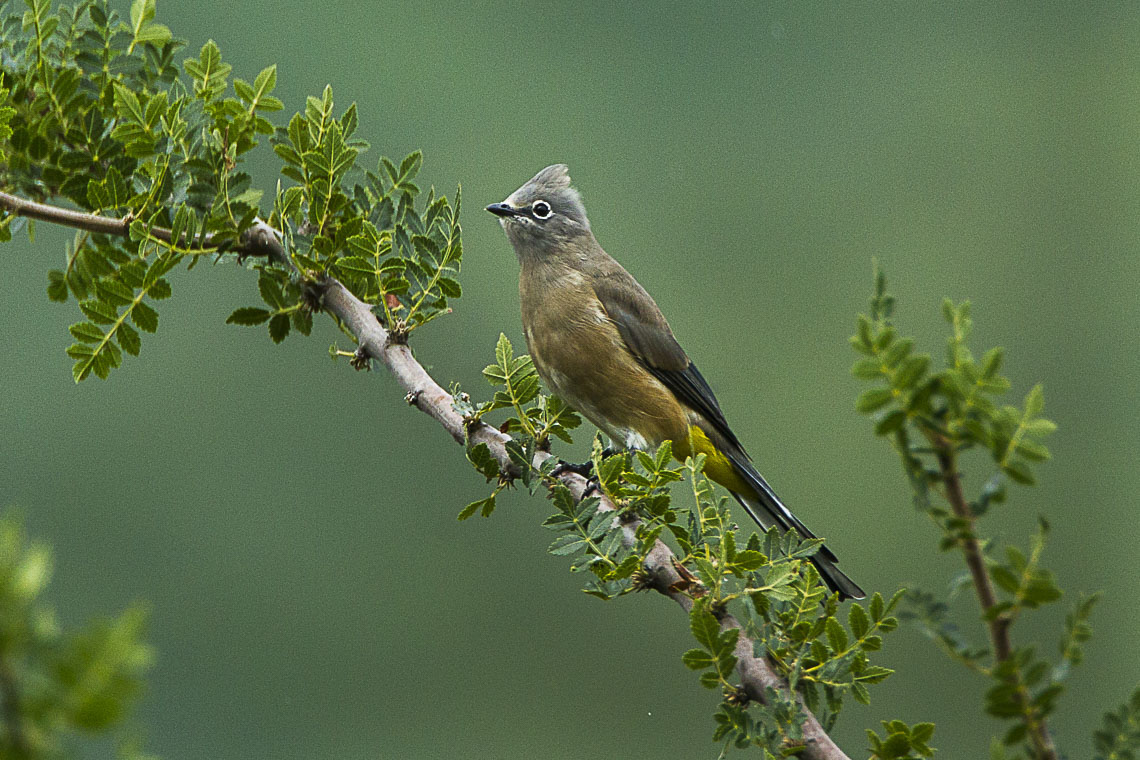
Esemplare in natura.

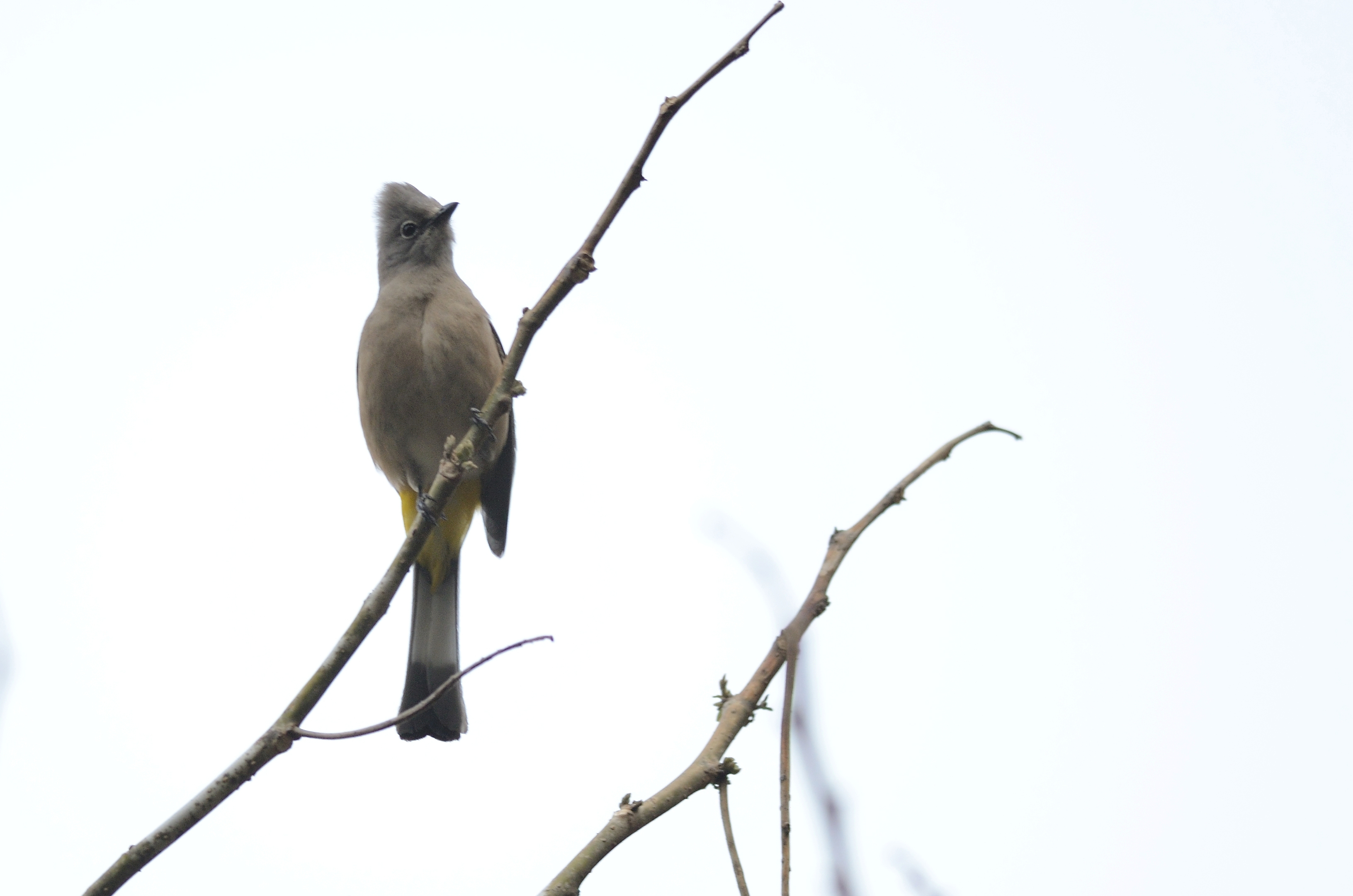
Esemplare a Tepoztlán.

### Dimensioni
Misura 18,5-21 cm di lunghezza, dei quali la metà spetta alla coda.

### Aspetto
Si tratta di uccelletti dall'aspetto massiccio e paffuto, con testa arrotondata sormontata da una cresta erettile di penne e munita di corto becco conico e robusto, ali digitate, zampe corte e sottili e lunga coda dall'estremità squadrata. 
Il piumaggio, soffice e sericeo, si presenta di colore grigio-topo su testa, dorso e ali, con sfumature brune sulla faccia: le remiganti sono più scure e tendenti al grigio-nerastro, mentre la coda è bianca con base, orlo e metà distale di colore nero. Petto e fianchi sono anch'essi di colore grigio ma più chiaro rispetto alle aree dorsali e maggiormente tendente al grigio-cenere (da cui il nome comune ed il nome scientifico), mentre il ventre è di colore bianco ed il sottocoda è giallo.
Maschi e femmine sono simili, con le seconde dalla maggiore presenza di sfumature brune nell'area di petto e ventre, mentre nei maschi tali sfumature sono concentrate nell'area facciale.
Il becco e le zampe sono di colore nerastro: gli occhi sono di colore bruno scuro, con cerchio perioculare bianco sottilmente orlato di nero sia internamente che esternamente.

## Biologia

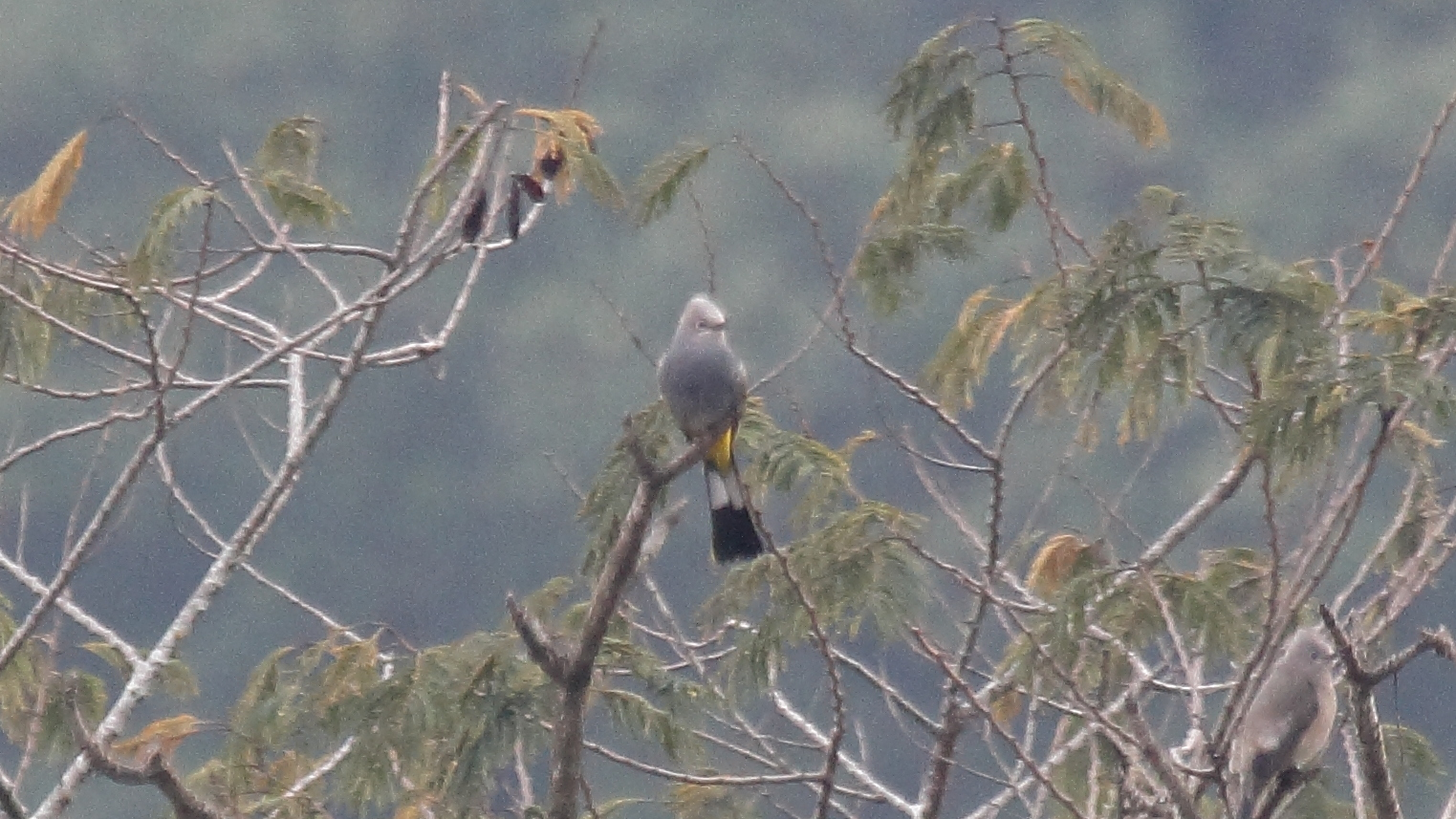
Esemplare a Città del Guatemala.

Si tratta di uccelli diurni, che all'infuori del periodo degli amori possono essere osservati in piccoli gruppi: essi passano la maggior parte della giornata alla ricerca di cibo, rimanendo a lungo fermi su posatoi in evidenza (ad esempio rami sporgenti di un albero o un cespuglio) ad osservare i dintorni, similmente ai pigliamosche propriamente detti.
I richiami del pigliamosche sericeo cenerino sono corti ed acuti, formati da un cinguettio di due sillabe, la seconda delle quali è più alta ed acuta rispetto alla prima.

### Alimentazione

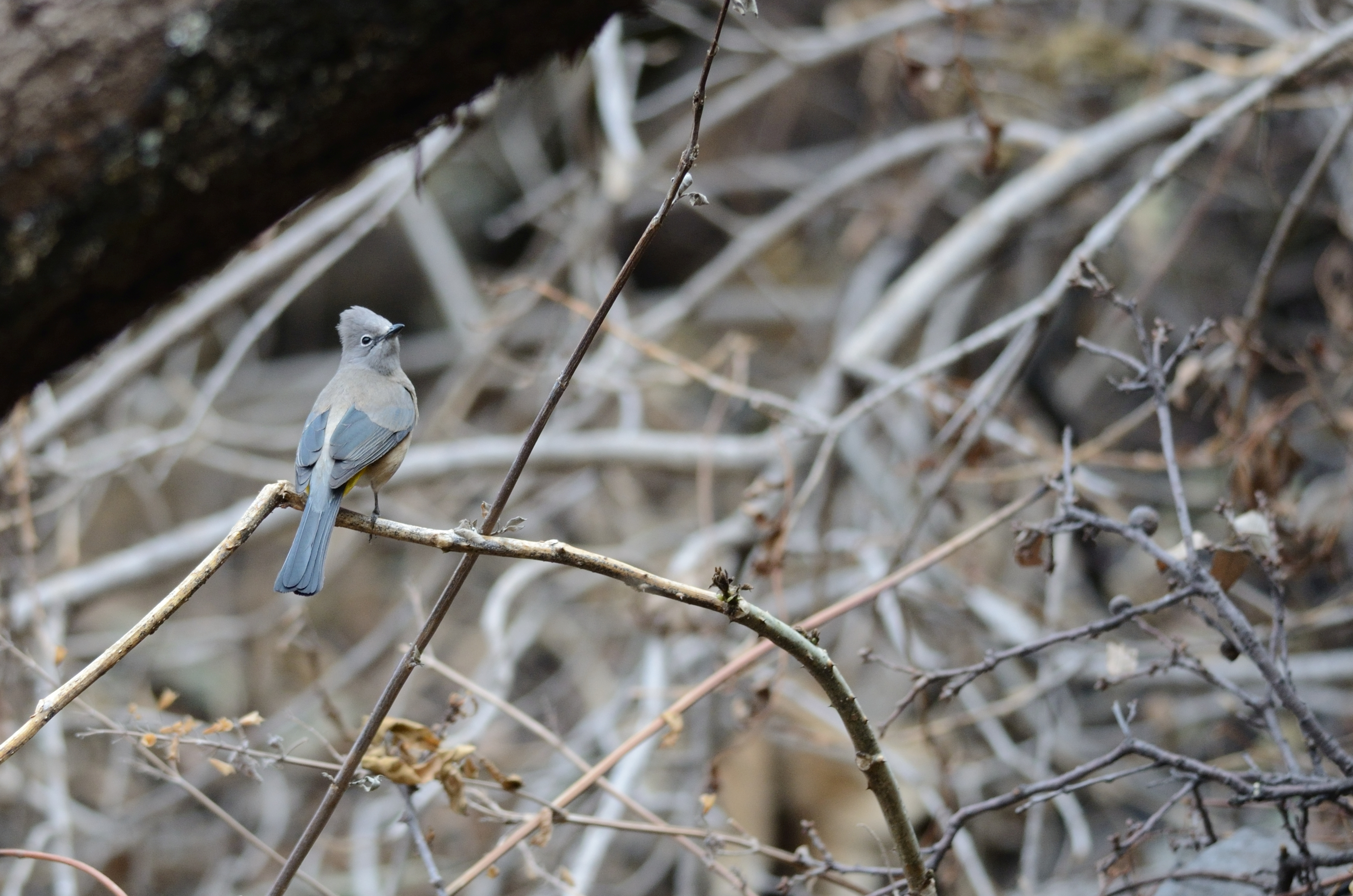
Esemplare in natura.

Si tratta di uccelli onnivori, la cui dieta si compone sia di frutta (in particolar modo di bacche di Loranthaceae) che di piccoli insetti volanti, i quali vengono generalmente catturati in volo: sebbene la proporzione delle due componenti della dieta subisca variazioni a livello stagionale ed a seconda della reperibilità (ad esempio, il cibo di origine animale viene assunto in special modo durante la stagione riproduttiva, quando il fabbisogno energetico risulta accresciuto), la parte frugivora della dieta è sempre predominante, con le popolazioni che variano in consistenza numerica a seconda della disponibilità di bacche sul territorio in un dato periodo.

### Riproduzione
Si tratta di uccelli monogami, che si riproducono fra i primi di maggio e la fine di giugno.
I due sessi collaborano nella costruzione del nido (una struttura a coppa costruita con fibre vegetali ed amenti di quercia su un ramo d'albero) ed alla cova delle 3-4 uova, ambedue attività che vedono tuttavia coinvolta principalmente la femmina, mentre il maschio si limita a stazionare nei dintorni, portando il cibo e talvolta parte del materiale da costruzione alla compagna indaffarata: le cure parentali nei confronti dei nidiacei (i quali schiudono ciechi ed implumi), invece, vengono condivise da ambedue i partner.

## Distribuzione e habitat

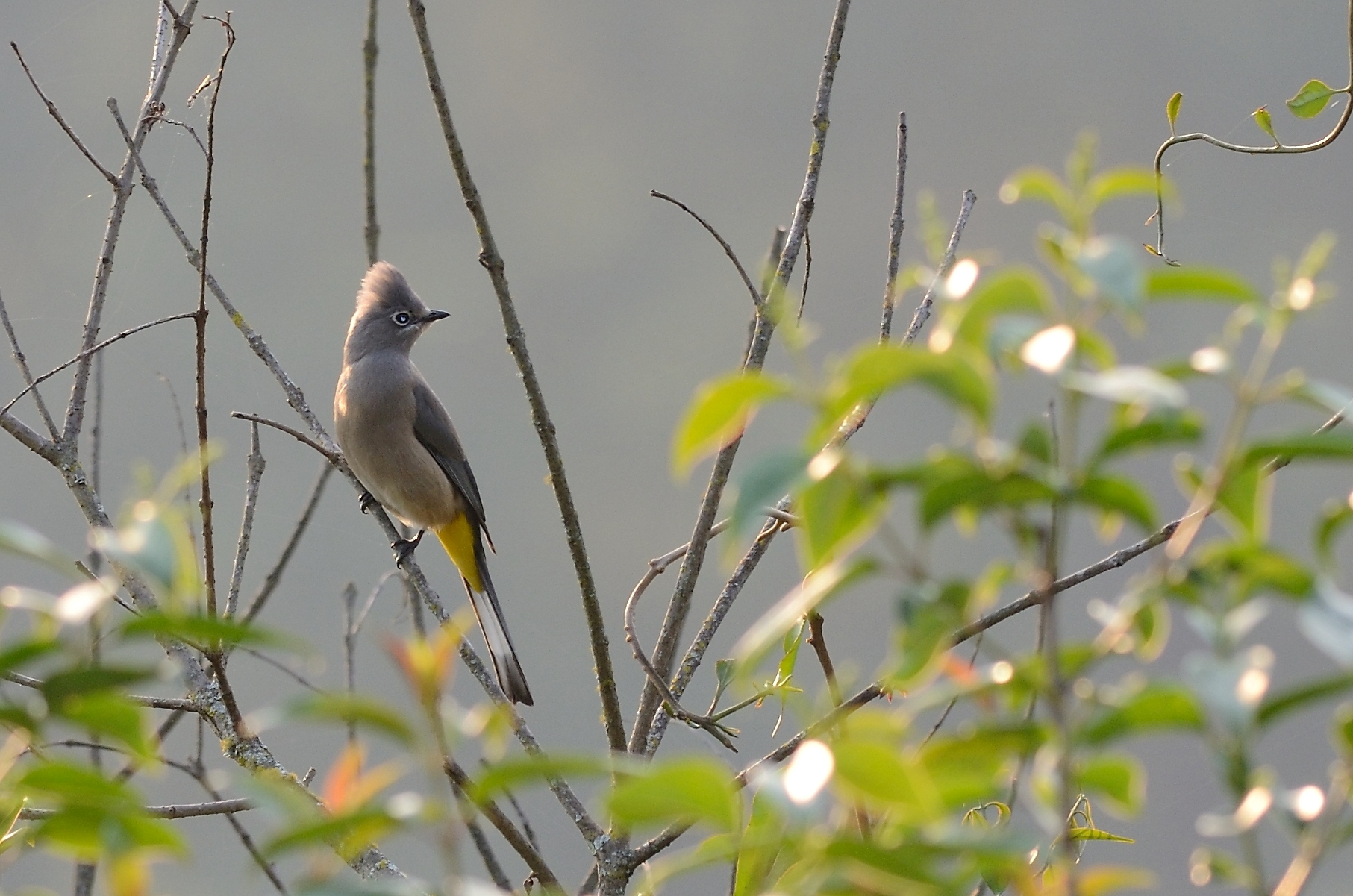
Esemplare ad Huauchinango.

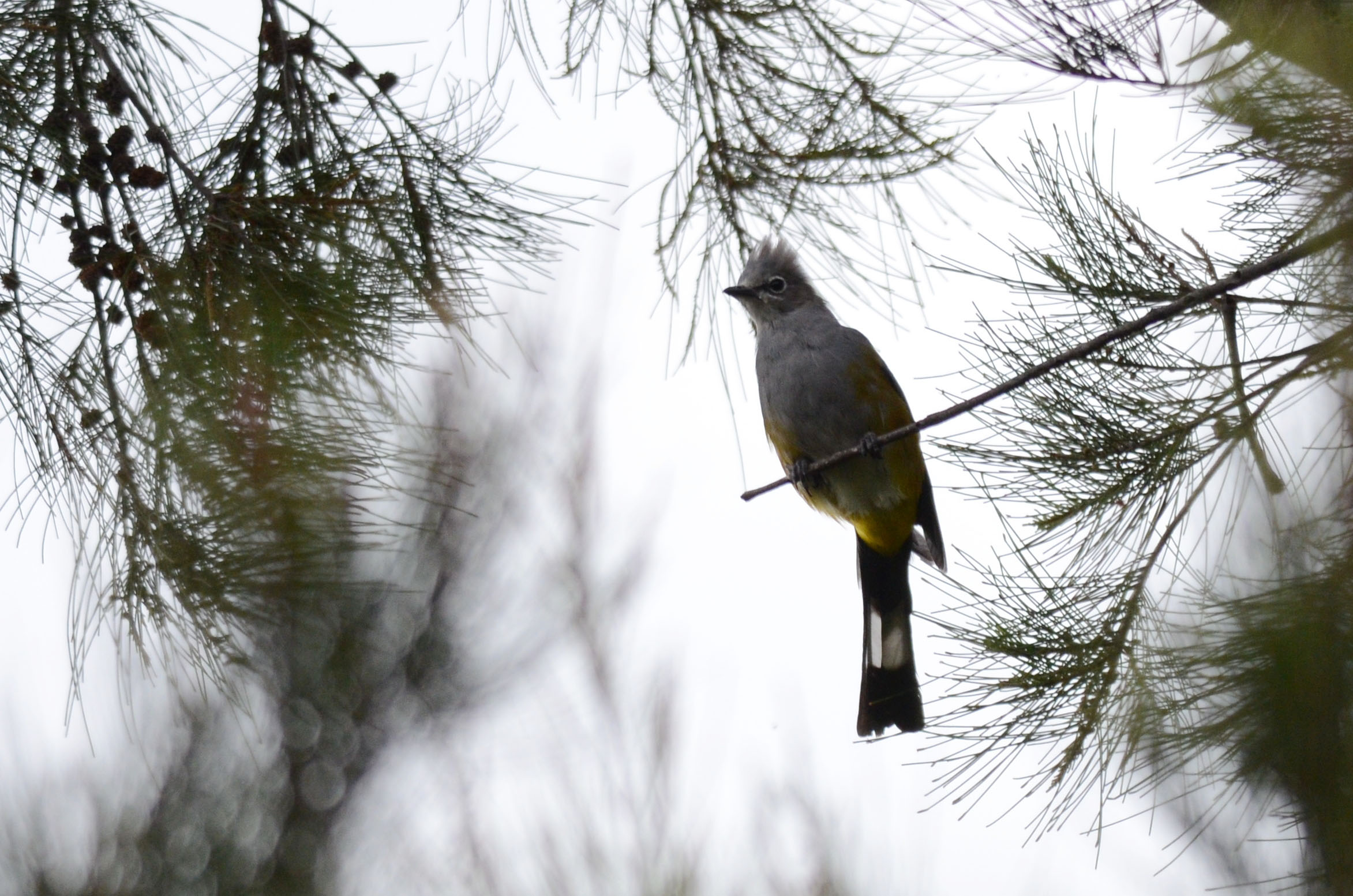
Esemplare a Tepoztlán.

Il pigliamosche sericeo grigio è diffuso in America Centrale, popolando un areale che va dal nord del Messico (a sud degli stati di Sonora e Coahuila) al Guatemala occidentale attraverso Sierra Madre Orientale, Sierra Madre Occidentale, Sierra Madre del Sud e la porzione occidentale della Sierra Madre de Chiapas.
La specie è generalmente residente nell'areale di distribuzione: le popolazioni più in quota possono scendere più a valle durante i mesi invernali, per evitare i rigori eccessivi della stagione fredda, mostrando un certo potenziale di dispersione (con esemplari isolati segnalati negli Stati Uniti sud-occidentali).
L'habitat di questi uccelli è rappresentato dalla foresta montana adiacente a pascoli ed aree aperte, sia a prevalenza di latifoglie (come le querce) che di sempreverdi (pini e ginepri).

## Tassonomia
Se ne riconoscono quattro sottospecie:
- Ptiliogonys cinereus cinereus Swainson, 1827 - la sottospecie nominale, diffusa dal sud del Coahuila all'Oaxaca;
- Ptiliogonys cinereus otofuscus Moore, 1935 - diffusa nella porzione nord-occidentale dell'areale occupato dalla specie, a sud fino allo Zacatecas;
- Ptiliogonys cinereus pallescens Griscom, 1934 - diffusa dal Michoacán orientale al Guerrero;
- Ptiliogonys cinereus molybdophanes Ridgway, 1887 - diffusa nella porzione sud-orientale dell'areale occupato dalla specie;

Alcuni autori riconoscerebbero una sottospecie schistaceus dell'Oaxaca, sinonimizzata con la nominale